# Israel Reichert
Israel Reichert (en hebreo : ישראל רייכרט) (Ozorkow, Imperio ruso, 5 de agosto de 1891 - Gedera, Israel, 22 de mayo de 1975) fue un agricultor y biólogo israelí que estableció el campo de la fitopatología en Israel. Trabajó en el manejo de royas y tizones de campo y cultivos frutales.

## Biografía
Israel Reichert nació en Ozorkow, Zarato de Polonia, Imperio ruso, hijo de Eliezer Chaim Layzer y Ruchama Reichert. Emigró a Eretz Israel, entonces bajo dominio otomano, en 1908. Trabajó como peón y luego enseñó historia natural. Estudió botánica en la Universidad de Berlín con Adolf Engler, escribiendo su tesis sobre los hongos de Egipto.

## Carrera científica
Aplicó principios biogeográficos a los hongos y trabajó en el manejo de hongos fitopatógenos. Trabajó brevemente en Italia en 1921 y luego regresó a Israel para iniciar un departamento de fitopatología. En 1942 se trasladó a la Escuela de Agricultura de la Universidad Hebrea en Rehovot. Se desempeñó como profesor de 1949 a 1959, y fue cofundador de la Revista de Botánica en Ertetz Israel en 1938.

## Premios y reconocimientos
- En 1955, Reichert fue galardonado con el Premio Israel, para las Ciencias de la vida.[3]